# Zahradnictví

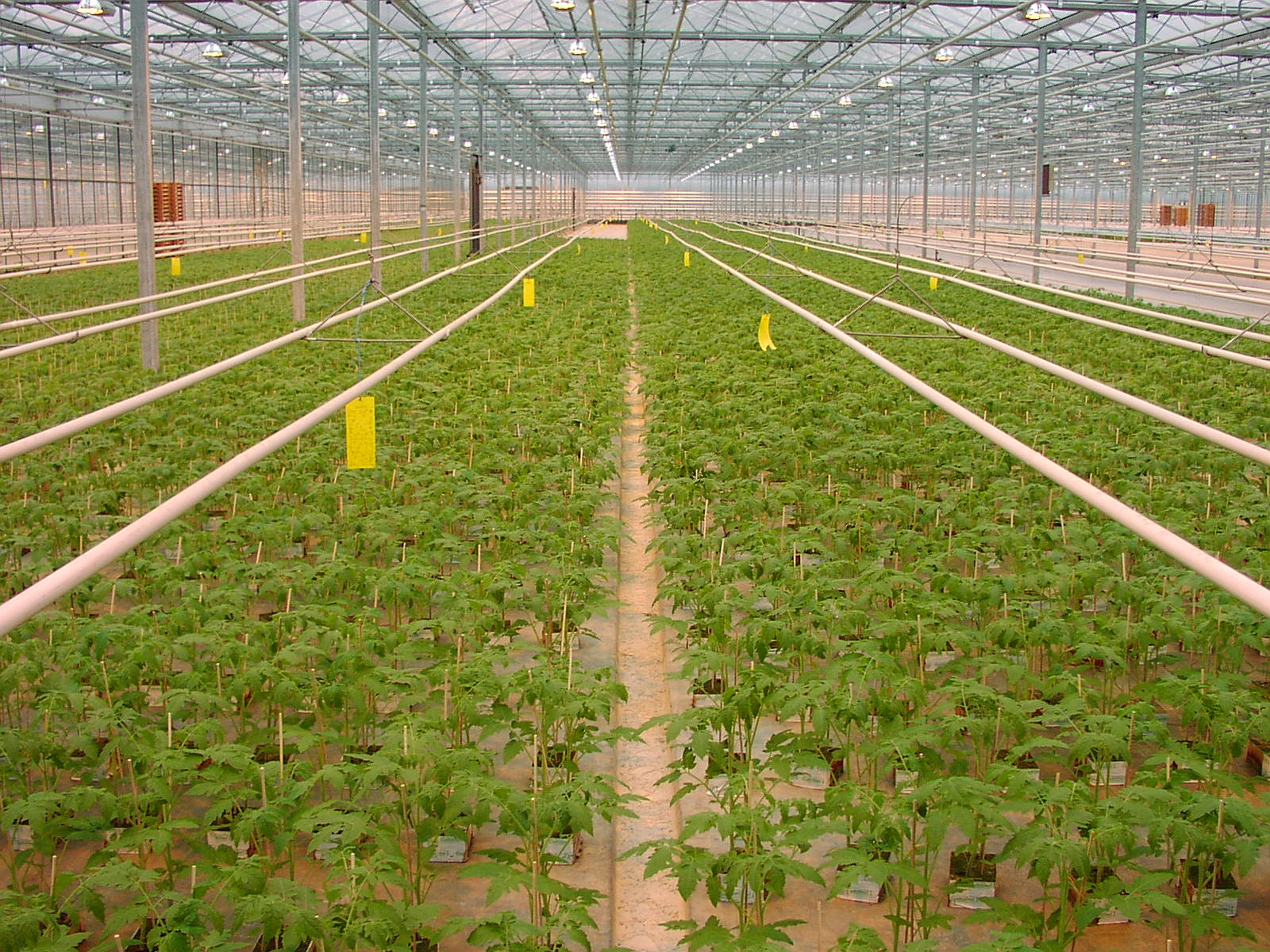
Pěstování rajčat ve skleníku

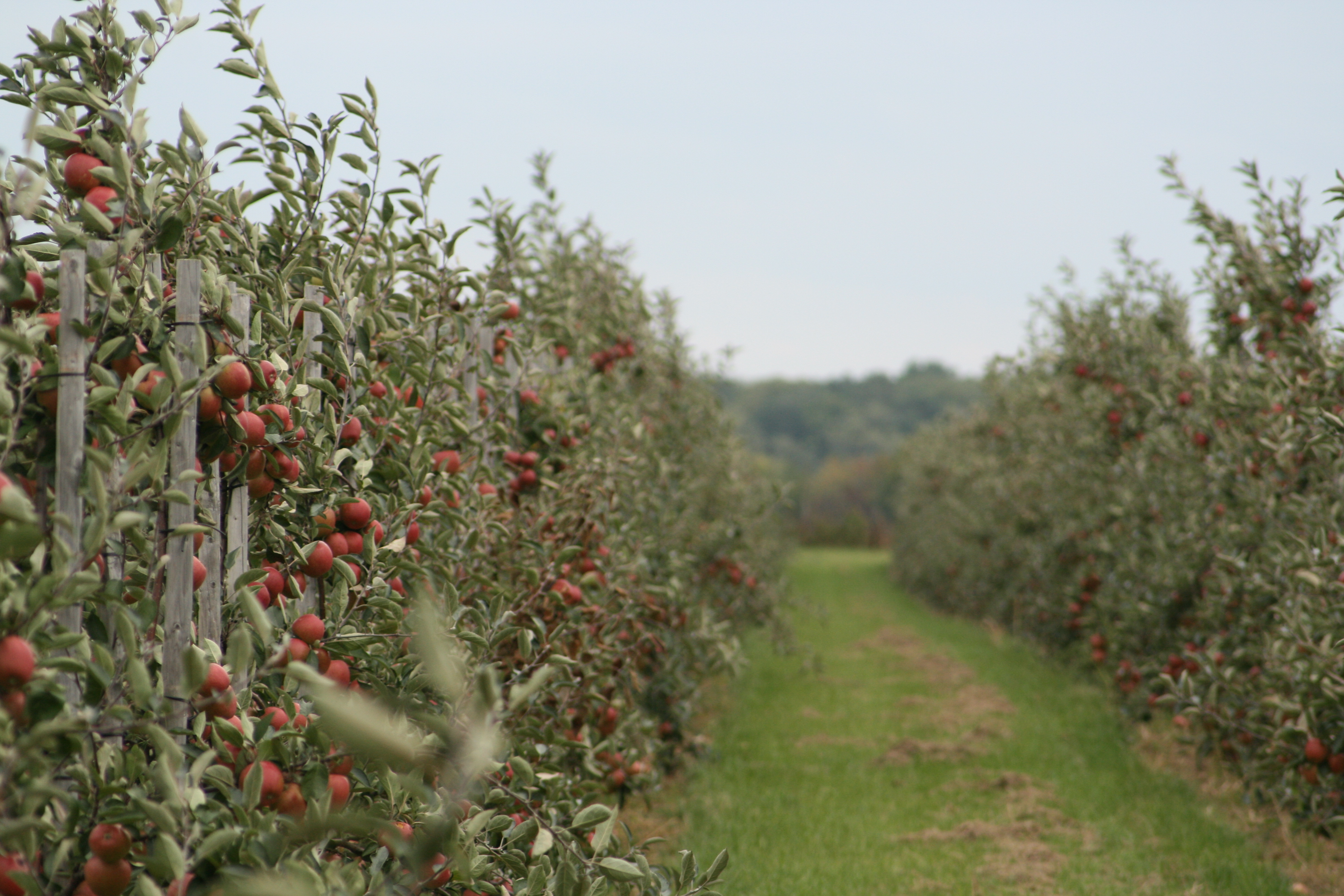
Ovocný sad

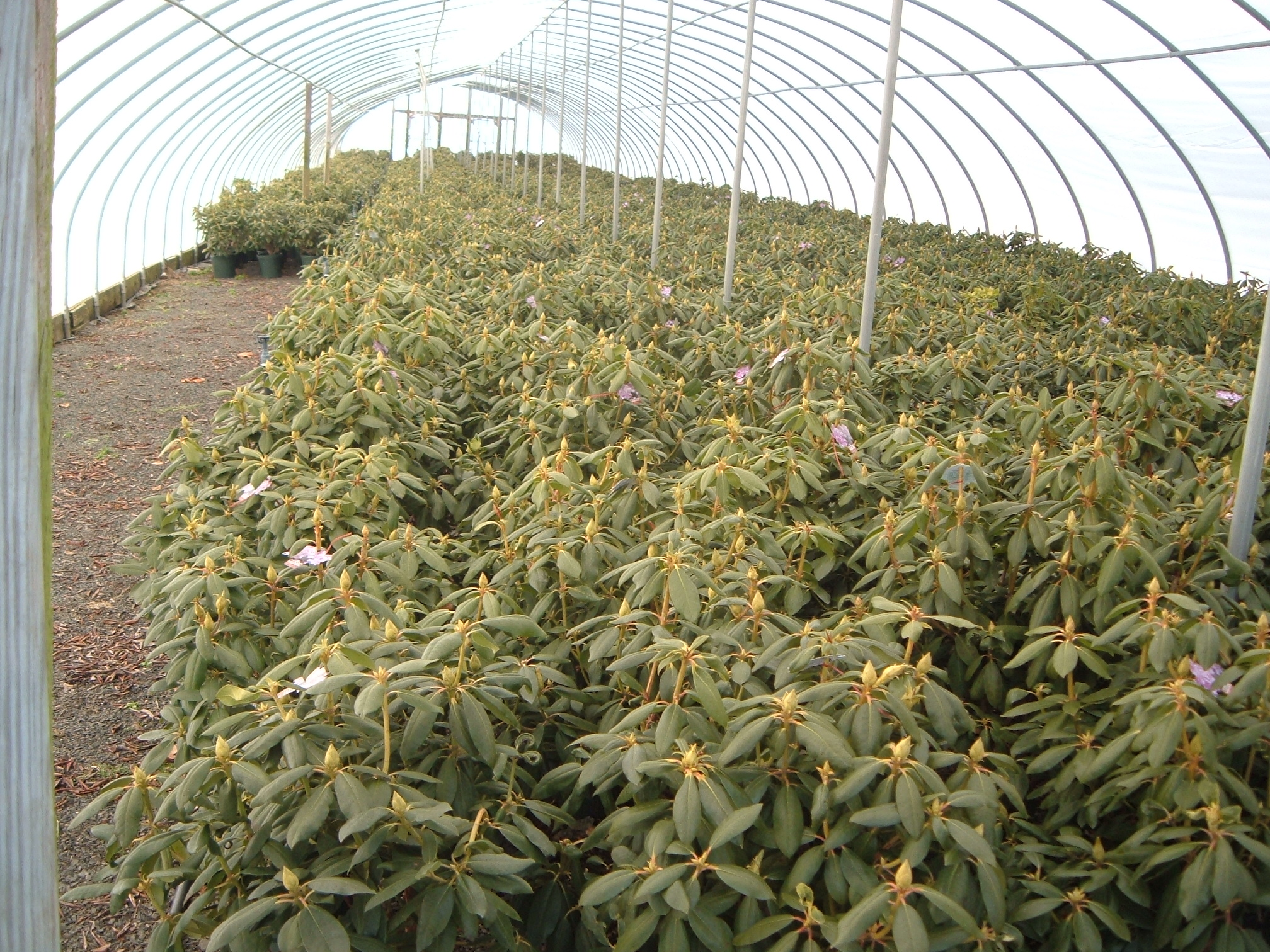
Skleníkové dopěstování rododendronů

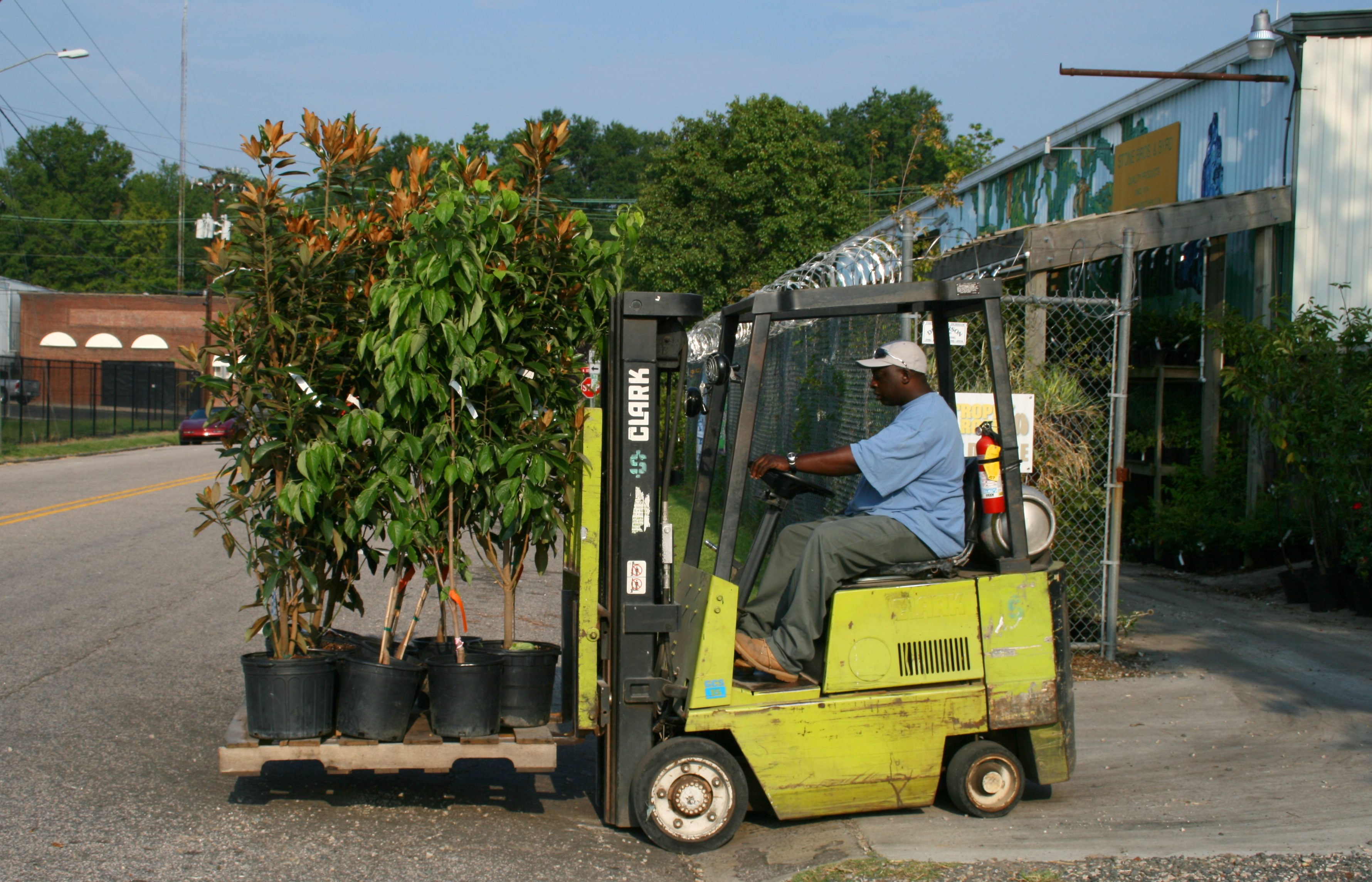
Přenos větších zahradních rostlin

Zahradnictví je obor zabývající se studiem rostlin v souvislosti s pěstováním rostlin.
Rostliny se pěstují k uspokojení materiální potřeby (ovoce, zelenina, byliny), také ze sociálních a estetických důvodů (okrasné rostliny). V tomto směru je zahradnictví propojeno s obory technickými i humanitními. Ve srovnání se zemědělstvím se zabývá obvykle pěstováním na omezené ploše (často zahrada). Využívá manuální práce k vypěstování kulinářských a okrasných výpěstků.

## Vymezení pojmu
Zahradnictví je činnost prováděná v zahradách, parcích nebo zahradnictvích. Jako zahradnictví může být označen druh služby nebo firma zabývající se jednotlivými kroky v pěstování a prodeji rostlin. Zaměstnanec takovéto firmy obvykle pracuje jako zahradník.
An Encyclopædia of Gardening z 19. století popisuje zahradnictví takto:
… může být definováno jako forma a kultura manuální práce na větší nebo menší ploše pro různé užitkové, dekorační a rekreační účely. (J. C. Loudon, 1835 )

Zahradnictví se zabývá pěstováním, vylepšováním a využíváním ovocných a okrasných dřevin, zeleniny, ovoce, květin, bylin užívaných jako koření atd. Na rozdíl od botaniky spojuje vědu s estetikou. Zahradnictvím se zabývají jednotlivci i nadnárodních společnosti.
Zahradnictví je různorodý obor lidské činnosti, všímá si rostlin jako potraviny (ovoce, zelenina, houby aj.), ozdoby (květiny, stromy, keře, chmel, trávníky), dotýká se ochrany rostlin, rekultivace krajiny, projektování, zhotovování a údržby parků a zahrad aj.

## Historie
Zahradnictví, stejně jako většina jiných řemesel a umění, má svůj původ už v primitivních lidských společenstvích, kdy se lidé mimo sběr plodů začali živit pěstováním těchto plodů. Antropologie i u dnes žijících kmenů rozeznává skupiny zahradníků nazývaných hortikulturalisté jako jeden z ekonomických typů společnosti. Podle antropologického pozorování mají tendenci organizovat se do kmenových společenství.

### Starověk
Nejstarší zmiňované zahrady starověku jsou omezeny na báječné výtvory fantazie, nebo údajných inscenací princů
a válečníci. Nejstarší zdroje jsou legendy, jež zmiňují rajskou zahradu a zahrady Hesperidek, zahrady Židů, Babyloňanů, Peršanů a Řeků.
Pohádkové zahrady starověku jsou spojeny s náboženstvím těch časů. Tyto náboženství byly uspořádány filozofy ve třech směrech barbarství, skytská filosofie, a helénismus. K posledně jmenované filosofii patří hebrejská, řecká a muslimská víra. Každá z ideologií má svůj systém stvoření, nebe a peklo, ale především, každý z těchto směrů má svou zahradu. Zahrada a ráj bývá slíbenou odměnou za dobré chování během života.
Mezi starověké civilizace jsou řazeny první vyspělé lidské společnosti, které rozkvétaly v oblastech Sýrie, Palestiny, Fénicie, Malé Asie, Mezopotámie, Íránské vysočiny, Egypta a Arábie. Toto období je ohraničeno koncem pravěku ve 4. tisíciletí př. n. l. a vpádem Arabů v první polovině 7. století. První zemědělci se v oblasti Předního východu usadili někdy v 8. a 9. tisíciletí př. n. l. Kolem roku 7700 př. n. l. se začaly utvářet první usedlé agrární společnosti. Vznikla zde nejstarší známá města světa a také vznikaly první zahrady.
Visuté zahrady Semiramidiny i nad většími a nákladnějšími stavbami té doby podle popisů vynikají originalitou, jedinečností, technikou, řešením stavby, důmyslností čerpacího zařízení a krásou.
Egyptská zahrada je poprvé zmiňována v době asi 4000 př. n. l. Velmi často se na malbách v hrobkách nachází zobrazení zahrad, jejichž vzhled je podrobně propracovaný. Stěny obsahovaly i obrazy sběru ovoce a květinových dekorací. V Egyptě bylo běžné aranžování květin. Součástí zahrady býval zavlažovací systém, pravidelný bazén nebo také vodotrysky.V egyptských zahradách byly vysázeny i cizokrajné stromy, mezi nimiž byly patrně i vzácné druhy. Ovocné druhy byly ve starověku běžné, ale pěstovány a šlechtěny byly i okrasné druhy.
Staří Židé pěstovali aromatické a léčivé byliny, například mandragoru. Peršané a staří Řekové s oblibou pěstovali narcisy, fialky, břečťan a růže, obdivovali také cypřiše a borovice. Řekové používali kytice, věnce a girlandy.
Římské zahradnictví ve starověku znalo nejen hnojení a používání různých zemin a příměsí, ale i systémy vytápění, chlazení, rychlení. Římští zahradníci chránili teplomilné druhy rostlin před namrznutím, mimo meristémového množení znali a používali všechny druhy vegetativního množení včetně štěpování, průklesty, řez, ale i ochranu rostlin. Pěstovali množství odrůd různých druhů ovoce a zeleniny, především ale révy, slivoní, třešní, tykvovité a lilkovité zeleniny a dalších, oblíbené odrůdy měly pojmenování. Obliba květin dala základ florimánii. Římská záliba v zahradničení byla odsuzována jako přepjatá.
Vysokou estetickou úroveň postupně nabyly malebné čínské, korejské a japonské zahrady.

### Středověk
Barbarství zvítězilo nad člověkem a uměním, popisuje J. C. Loudon pád Říma. Při pádu zkorumpované Římské říše byly zničeny a vypleněny paláce i domy, jedna provincie po druhé. Zahrady zpustly.
V období středověku se zahradnictví rozvíjelo pouze velmi omezeně v klášterních zahradách nebo na sídlech nejbohatších vládců a bohatých náboženských činovníků, především ale v Itálii, která byla stále evropským centrem vědění a kultury. Znalosti technologií které románská kultura používala se šířily do zbytku Evropy, ale často také upadaly v zapomenutí. Během středověku do východní a severní Evropy pronikaly některé druhy ovocných a okrasných dřevin (mišpule, réva) a znalosti o způsobech jejich pěstování. Výsadu vzdělání, přístup ke kultuře, dostává jen malé procento obyvatel. Věda je nahrazena věroukou.
Pierre de Crescent popisuje italské zahrady té doby a dělí je do tří tříd: zahrady osob s pouze malým jměním, osob z lepších poměrů, knížat a králů. Popisuje tvorbu a zdobení těchto zahrad. Královské zahrady by měly mít zvěřinec a voliéru, altánek, a vinnou révu. Všechny ze tří vyšších tříd by měly být ozdobeny trávníkem, keři, a aromatickými květinami.
Na území jižní Evropy vznikají pod vlivem islámu maurské zahrady (Alhambra). V Asii jsou vytvářeny stylizované japonské zahrady a rozvíjí se styly umění ikebany.

### Renesance
Zahradnictví, ale i ostatní umění, bylo oživeno a sponzorováno rodem Medicejských na začátku šestnáctého století.  V šestnáctém století zahrady podléhají přísnějšímu geometrickému formování, přichází objev vlivu architektury rostlin na kvality zahrady, jsou objevovány vlivy a pravidla stavebních a rostlinných prvků.
Objevují se prvky jako casino, grotta s kaskádou a fontány v osové souměrnsti, theatron, rybníčky, štěpnice, ptáčnice, zvěřinec a stromovky. Prostory propojují loubí, pergoly, aleje. Jedním z příkladů italské zahrady 17. století jsou zahrady Boboli nebo Isola Bella.
Itallské zahradnictví je oceňováno co se týče pěstování zeleniny i květin, ale obdivovány jsou i botanické zahrady, ovocné sady, oranžérie, a skleníky.

### Novověk
K většímu rozvoji oboru došlo v 18. a 19. století, především v důsledku hospodářského rozmachu, techniky a humanismu. Vyčlenil se obor zahradní architektury, při tvorbě módy u úpravy zahrad hrály úlohu významné osobnosti i veřejné mínění. Došlo k vzniku spolků a zahradnictví se stalo prostředkem sociálního rozvoje, komunikace, i vzájemného srovnávání. Vznikaly první zahradnické školy, odborné zahradnické časopisy, šlechtění rostlin se stalo systematickým i s ohledem na pokrok v botanice a poznatky v genetice. Zdokonalila se ochrana a výživa rostlin. Vlivem obchodu dochází k významnému šířením chorob a škůdců.
V poválečných letech pak dochází k rozvoji specializovaných firem, v ČSSR dochází po znárodňování ke vzniku národních podniků, městských podniků zabývajících se pokrytím místní poptávky a službami. V zahraničí a později i v ČR roste význam mezinárodního obchodu. V mezinárodním obchodu se zahradnickými produkty má významné postavení Holandsko. Vznikají mezinárodní organizace na ochranu před šířením chorob a škůdců.

## Rostliny v zahradnictví

### Použití
Rostliny jsou používány v zahradnictví jako základní materiál k více účelům; podle jednotlivých oborů jako potravina nebo jako dekorace. Některé rostliny jsou léčivé, některé z nich se používají k průmyslové výrobě léčiv.

### Jména rostlin používaná v zahradnictví
Prodejci zahradnických výpěstků a výrobků někdy používají lidová jména nebo komerční pojmenování, aby zvýšili atraktivitu zboží. Tento přístup může zákazníka mást (Nordmanova jedle vs. jedle normanská). Mnohý zákazník dá také přednost snadno zapamatovatelnému jednoslovnému názvu ve svém jazyce před vědeckým binomickým nebo trinomickým vědeckým pojmenováním.[nedostupný zdroj]

#### Lidové názvy
V zahradničení obyvatel, které nejsou profesionálními zahradníky se často používá škály starších lidových názvů rostlin. Tato lidová pojmenování mohou být mnohem starší než používaná taxonomická pojmenování[nedostupný zdroj] a někdy pochází z dříve používaných vědeckých názvů. Při tvorbě lidových jmen byla obvykle používána fantazie vykreslující podobu rostliny (růže z Jericha – Lonicera periclymenum ale také Selaginella lepidophylla), nebo se název vztahuje k vlastnostem rostliny. Nověji také bývalo používáno ideologické pojmenování – Slzičky Panny Marie (různé menší druhy hvozdíků), Rukavice Panny Marie, ruce Panny Marie, zvonečky Panny Marie. Výhodou je mnohdy snazší vyslovení názvu, nevýhodou že i v rámci regionu se názvy mohou lišit a národní názvy jsou zcela různé.

#### Vědecké názvy
V profesionálním zahradnictví jsou používány k označení rostlin, které jsou předmětem pěstování, vědecké názvy s připojením názvu kultivaru. Řídí se botanickou nomenklaturou včetně pravidel tvorby jmen cultonů a zohledňuje změny v taxonomii. Tato pojmenování jsou mezinárodně respektovaná. To je výhodou v obchodním styku, komunikaci a čerpání z odborných zdrojů.
V běžné komunikaci je někdy pojmenování kráceno na název kultivaru ('Dubáček', 'Skyrocket', 'Spartan', 'Gloria Dei'). Pro druhy plevele se nepoužívají vědecká, ale národní nebo lidová pojmenování. (Při desikaci plevele zahradník neničí Taraxacum vulgare, ale pampelišky.)

#### EPPO kód
V oboru rostlinolékařství je zaváděn neměnný kód pro používané a známé rostliny a živočichy, který nebude podléhat změnám v taxonomii, eppo kód.

## Odvětví zahradnictví
Zahradnictví se dělí na několik základních odvětví:
- zelinářství
- ovocnářství
- sadovnictví
- květinářství

## Další funkce
Zahradnictví lze také dělit na další obory, jako je arboristika, výživa a ochrana rostlin a další.